# Kruiningen-Yersekes järnvägsstation

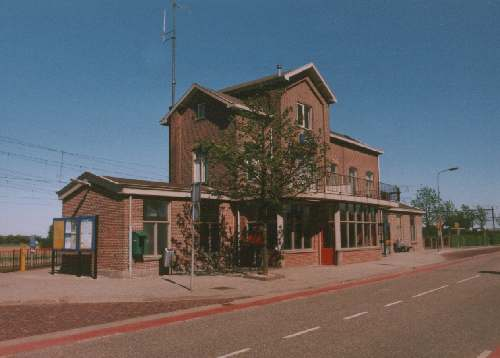
Station Kruiningen-Yerseke.

Kruiningen-Yersekes järnvägsstation är en järnvägsstation på Zeeuwselinjen (Roosendaal-Vlissingen) i Nederländerna. Stationen öppnades den 1 juli 1868 och befinner sig sedan början av 2006 på gränsen till ett industriområde mellan orterna Kruiningen och Yerseke i kommunen Reimerswaal på halvön Zuid-Beveland.
Stationsbyggnaden som är byggd i Staatsspoorwegens husstil, fungerar idag bara som vänthall. En övergång förbinder perrongen och området söder om järnvägsspåret, där bortsett från stationsbyggnaden, även cykelparkering och busshållplats finns.
Under det första halvåret av 2006 stannar fjärrtågen (intercity) mellan Vlissingen och Amsterdam här en gång i timmen, i båda riktningar. Detta gäller också lokaltåget mellan Vlissingen och Roosendaal. Då färjorna mellan Kruiningen och Perkpolder i Zeeuws-Vlaanderen ersattes med Westerscheldetunneln 2003, minskade antalet resenärer på stationen kraftigt. Detta har gjort att fjärrtågen till Rotterdam och Amsterdam tidvis inte stannar på stationen.